# Asociación Peruana de Autores y Compositores
La Asociación Peruana de Autores y Compositores (Apdayc) es una entidad sin ánimo de lucro peruana, dedicada a la gestión de derechos de autor dentro de la industria musical en Perú. Se encarga de velar y defender los derechos de licencias realizados por artistas y creadores de la industria musical; como el pago de regalías en eventos públicos o comerciales.
Forma parte de la Confederación Internacional de Sociedades de Autores y Compositores.

## Historia
Fue fundado el 20 de febrero de 1952 por el compositor Eduardo Márquez Talledo, quien fue el primer presidente, como ente facilitadora de la conservación de las obras musicales que previamente se registraban en la Biblioteca Nacional del Perú. En 1996 Indecopi lo autorizó como sociedad de gestión, volviéndose en la primera legalmente inscrita de su rubro.
Salvo su interrupción en 2014, desde 1999 hasta 2018 es dirigido por el médico cirujano y cantautor Armando Massé. Desde 2018 lidera el compositor Estanis Mogollón.
En 2006 Apdayc anunció su alianza con la Asociación de Hoteles, Restaurantes y Afines para facilitar la gestión de regalías en establecimientos turísticos.
En 2007, 500 personas administran la entidad a nivel nacional.
En 2008 la asociación se alió con la congresista Luciana León para la creación de una tribuna que lleva su nombre para ingresar a los conciertos musicales de forma accesible.
Apdayc tiene en 2011 a 7800 compositores inscritos, con al menos un registro de sus temas, y posee los derechos de las casas discográficas Iempsa, El Virrey, DIN, Disvensa y Sonoradio. En 2011 sus ingresos superiores a 18 millones de soles dentro del país junto a los otros 18 millones en el exterior, comparados con los 3.5 millones que obtuvo en 1999. En 2016 en su memoria anual señala que en 2014 el 60% de sus ganancias, unos 57 millones de soles, provienen de centros comerciales fijos más los derechos de radio y televisión. Para 2017 la empresa recauda unos 30 a 40 mil soles mensuales en establecimientos menores. En 2019 sus ingresos crecieron a 79 millones de soles.
En 2021 se anunció la unificación de la ventanilla para su sistema de pago con Indecopi. Asimismo, se anunció la formalización de la Cámara Peruana de la Música (anteriormente Cámara Peruana de Sociedades de Gestión Colectiva), que reúne a Apdayc, a la Sociedad Nacional de Intérpretes y Ejecutantes de la Música (Soniem) y a la Unión Peruana de Productores Fonográficos (Unimpro).

## Participaciones en la Cisac
La asociación tuvo participaciones notables cuando se afilió en la Confederación Internacional de Sociedades de Autores y Compositores. En 2007 su presidente Armando Massé fue elegido vicepresidente de la confederación. En 2021 se reeligió como parte de la presidencia del Comité Latinoamericano y del Caribe en la Cisac.

## Controversias
En 1994, Apdayc prohibió a Plácido Domingo interpretar en su concierto «La flor de la canela», luego que la organizadora se negara pagar cuarenta mil soles en regalías. En 2009, cuando la institución firmó un convenio con IRTP para promocionar su música de sus socios, canceló el proyecto Karen apoteósica, conducida por Karen Dejo, por no considerar dentro de la programación cultural de Radio Nacional.
La asociación tuvo percances sobre la transparencia de su gestión entre 2013 y 2014. En 2013, Indecopi declaró ilegal la compra de diversas estaciones radiales en 11 ciudades del país. En 2014 el consejo liderado por su presidente Armando Massé fue suspendido tras un escándalo de repartición de regalías. En 2015, Indecopi anuló la inscripción de su nueva directiva, mientras que la Fiscalía Provincial Penal de Lima anunció investigaciones sobre el supuesto caso de lavado de activos de sus funcionarios.